# Четвёртый путь
Четвёртый путь — подход к саморазвитию, разработанный Георгием Гурджиевым за годы путешествий по Востоку (ок. 1890—1912). Он объединяет и синтезирует то, что он видел как три установленных традиционных «пути» или «школы»: тела, эмоций и ума, или факира, монаха и йогина соответственно. Студенты часто называют Четвёртый путь «Работой», «Работой над собой» или «Системой». Точное происхождение некоторых учений Гурджиева неизвестно, но были предложены различные источники.
Термин «Четвёртый путь» в дальнейшем использовал его ученик П. Д. Успенский в своих лекциях и трудах. После смерти Успенского его ученики издали книгу «Четвёртый путь», основанную на его лекциях.

Согласно этой системе, три традиционные пути, «являются постоянными формами, сохранившимися на протяжении всей истории в основном в неизменном виде и основанными на духовных традициях. Там, где существуют школы йогинов, монахов или факиров, их едва ли можно отличить от религиозных школ. Четвёртый путь отличается тем, что «это не постоянный путь. Он не имеет специфических форм или институтов и приходит и уходит, подчиняясь каким-то своим собственным законам» 
Когда эта работа закончена, то есть когда поставленная перед ней цель достигнута, четвёртый путь исчезает, то есть он исчезает с данного места, исчезает в своей данной форме, продолжаясь, может быть, в другом месте в другой форме. Школы четвёртого пути существуют для нужд работы, проводимой в связи с предполагаемым начинанием. Они никогда не существуют сами по себе как школы с целью образования и обучения. 
Четвертый Путь обращается к вопросу о месте человечества во Вселенной и возможностях внутреннего развития. Подчеркивается, что люди обычно живут в состоянии, называемом полугипнотическим «бодрствующим сном», при этом возможны более высокие уровни сознания, добродетели, единства воли.
Последователи ЧП считают, что он учит, как увеличивать и фокусировать внимание и энергию различными способами, а также сводить к минимуму мечтательность и рассеянность и что это внутреннее развитие в себе есть начало возможного дальнейшего процесса изменения, целью которого является превращение человека в «то, чем он должен быть».